# Tayasal

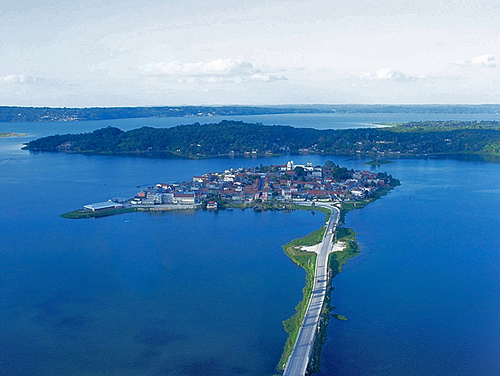
Het eiland waar Tayasal (Nojpetén) lag heeft zich ontwikkeld tot de moderne plaats Flores

Tayasal was de hoofdstad van de Itza - Maya, de laatste staat van de Maya die in handen van de Spanjaarden viel in 1697. De stad heet nu Flores.

## 1525
In 1525 stak Hernan Cortés het meer van Petén Itzá over op weg naar Honduras. De Itza's reageerden absoluut niet vijandig op de Spanjaarden, er werden geschenken uitgewisseld en afscheid genomen. Een van Cortés' paarden was ziek en werd achtergelaten, maar overleed kort daarop. De Itza's vreesden daar verantwoordelijk voor te worden gehouden en richtten een houten paard op, Tzimin Chaak (paard van de donder). Ze dachten dat het paard de donder van het musket veroorzaakte.

## 1618
In 1618 stuurden de Spanjaarden een expeditie naar Tayasal. De expeditie stond onder leiding van de twee padres Juan de Orbita en Bartolomé de Fuensalida. Cogolludo deed er verslag van. Ze kwamen tien uur 's avonds aan, kregen van de koning een huis aangeboden ter overnachting en predikten de volgende dag. Zij probeerden te vergeefs de Maya ervan te overtuigen dat het tijd was dat zij christenen moesten worden.
De ahau Can-Ek II stelde op grond van de Maya-tijdrekening echter vast dat de bewering dat zij christenen moeten worden niet klopte, omdat de tijd daar nog lang niet voor gekomen is. Het was pas katun 3 Ahau in de korte telling en de voorspelling zegt dat het katun 8 Ahau, dat pas in 1697 begint, een tijd van grote veranderingen zou zijn. Aan het eind van de 20-jarige K'atun-cyclus was een nieuwe religie voorspeld. De Spanjaarden werd verzocht te vertrekken en later terug te komen. Toch kregen ze de stad te zien en een groot idool van een paard, Tzimin Chac, een beeld van het paard dat Hernan Cortez daar achterliet tijdens zijn grote reis van Mexico naar Honduras. Een van de monniken ging er op zitten en brak het in stukken. Het volk wilde hen doden, maar de koning redde hun leven en gaf hen te kennen het eiland Peten Grande (peten is 'eiland' in het Maya) te verlaten.

## 1619
Begin oktober 1619 kwamen ze terug. Een van hen werd gemolesteerd en ze werden daarna in een kano weggestuurd.

## 1622
In de tijd tot 1695 proberen de Spanjaarden nog een aantal malen door te dringen in het gebied van de Maya, maar zij werden -soms met geweld- geweerd. Er is zelfs de dreiging slachtoffer te worden in de letterlijke zin van dat woord: geslacht te worden ten offer van de goden.
De veroveringspoging van Francisco de Mirones in 1622 liep uit op een rampzalige mislukking. De Itza's richtten onder de Spanjaarden een waar bloedbad aan.

## 1695
In 1695 werd Don Martín de Ursúa y Arizmendi gouverneur van Yucatan en hij wilde een weg maken van Campeachy naar Guatimala. Daarvoor moest Itza worden veroverd en Don Juan Villagutierres deed er verslag van in A history of the Conquest of Itza, reduction and progress of that of Lacandon, and other barbarous nations of Gentile Indians in the Mediacion of Yucatan and Guatimala (Madrid, 1701).
Vanaf 1695 werd de streek rond het meer drie keer aangevallen, om nieuwe gebieden te verkennen, wegen aan te leggen en heidense Maya's te dopen en te herhuisvesten in nieuw gestichte christelijke nederzettingen.
De Spanjaarden kregen de Cho'l en de Lakandonen onder controle. De Cho'l en andere Mayavolken stierven veelal aan de uit Europa meegebrachte ziekten, als de pokken. Sommigen sloten zich aan bij de Itza's en het kwam tussen de verschillende Mayagroepen van Petén voor dat er onderlinge conflicten ontstonden over hoe met de Spanjaarden moest worden omgegaan. Moest er bijvoorbeeld wel of geen handel met hen worden gedreven?
In december 1695 stuurde Itza koning Kan-Ek' afgevaardigden naar Merida om een verbond te sluiten. Ze werden gedoopt en kregen christelijke namen. Kan Ek' wilde een vreedzame regeling, maar dat leidde tot conflicten onderling.

## 1697
Martín de Ursúa kreeg kritiek op zijn harde aanpak, omdat Kan Ek'juist gekomen was voor een vreedzame regeling. Volgens hem had de delegatie geen serieuze bedoelingen gehad. Hij wilde zijn loyaliteit aan de Spaanse kroon bewijzen en de Maya's definitief veroveren.
Op 21 januari 1697 vertrok Don Martín de Ursúa uit Campeachy om de expeditie aan te voeren op de laatste dag van februari liet hij hout hakken aan de oevers van Peten om een galeota (galei) van te bouwen. De galei was met kanonnen uitgerust. Hij stuurde bericht vooruit dat de dag gekomen was. Op 13 maart werd er ingescheept, 108 soldaten, 120 bleven achter, met hulptroepen van indianen en twee stuks artillerie. Het schip werd gezegend. Halverwege werden ze door de indianen in honderden kano's aangevallen met pijlen. Er werd met musketten teruggeschoten. Toen een kanon bulderde vluchtten de indianen in het water, mannen, vrouwen, kinderen. De Spanjaarden trokken de verlaten stad binnen. Er waren meer dan twaalf grote tempels, waar in elk meer dan duizend personen pasten. Volgens het verslag waren er 21 tempels, waarvan de belangrijkste die was van de priester Quin-canek, de eerste neef van koning Canek, in de vorm van een castillo. Van half acht in de morgen tot half vijf in de middag werden de idolen gebroken en de tempels in brand gestoken. Op de plaats werden later een fort, kerken en andere gebouwen opgericht. Veel Mayanederzettingen rond het meer werden verlaten. De Maya's, die aan het meer achterbleven en niet het bos in vluchtten, waren overgeleverd aan honger en ziekte. Zo werd de laatste onafhankelijke Mayastaat veroverd. De vluchtelingen moeten, volgens onderzoeker van het eerste uur, John Lloyd Stephens, het ruige gebied voorbij het Meer van Peten zijn ingevlucht en zouden volgens hem wellicht op hun traditionele wijze hebben kunnen voortbestaan.
De Itzites, het volk van Itza, kwamen van Yucatan en na de verwoesting van Mayapan kreeg Canek, een van de rebellerende caciques, Chichen Itza in bezit. Maar hij trok zich daarna terug rond het Meer van Petén Itzá en vestigde zijn residentie op het grote eiland. Deze emigratie vond 100 jaar vóór de komst van de Spanjaarden plaats.